# Osádka
Osádka est une commune du district de Dolný Kubín, dans la région de Žilina, en Slovaquie.

## Histoire
La première mention écrite de la localité date de 1381.

## Démographie

### Évolution de la population
| Année:               | 1994. | 2004.    | 2014.   | 2024.    |
| -------------------- | ----- | -------- | ------- | -------- |
| Nombre de personnes: | 157   | 140      | 141     | 175      |
| Différence:          |       | -10,82 % | +0,71 % | +24,11 % |

| Année:               | 2023. | 2024.   |
| -------------------- | ----- | ------- |
| Nombre de personnes: | 176   | 175     |
| Différence:          |       | -0,56 % |